# Base Tranquilidad

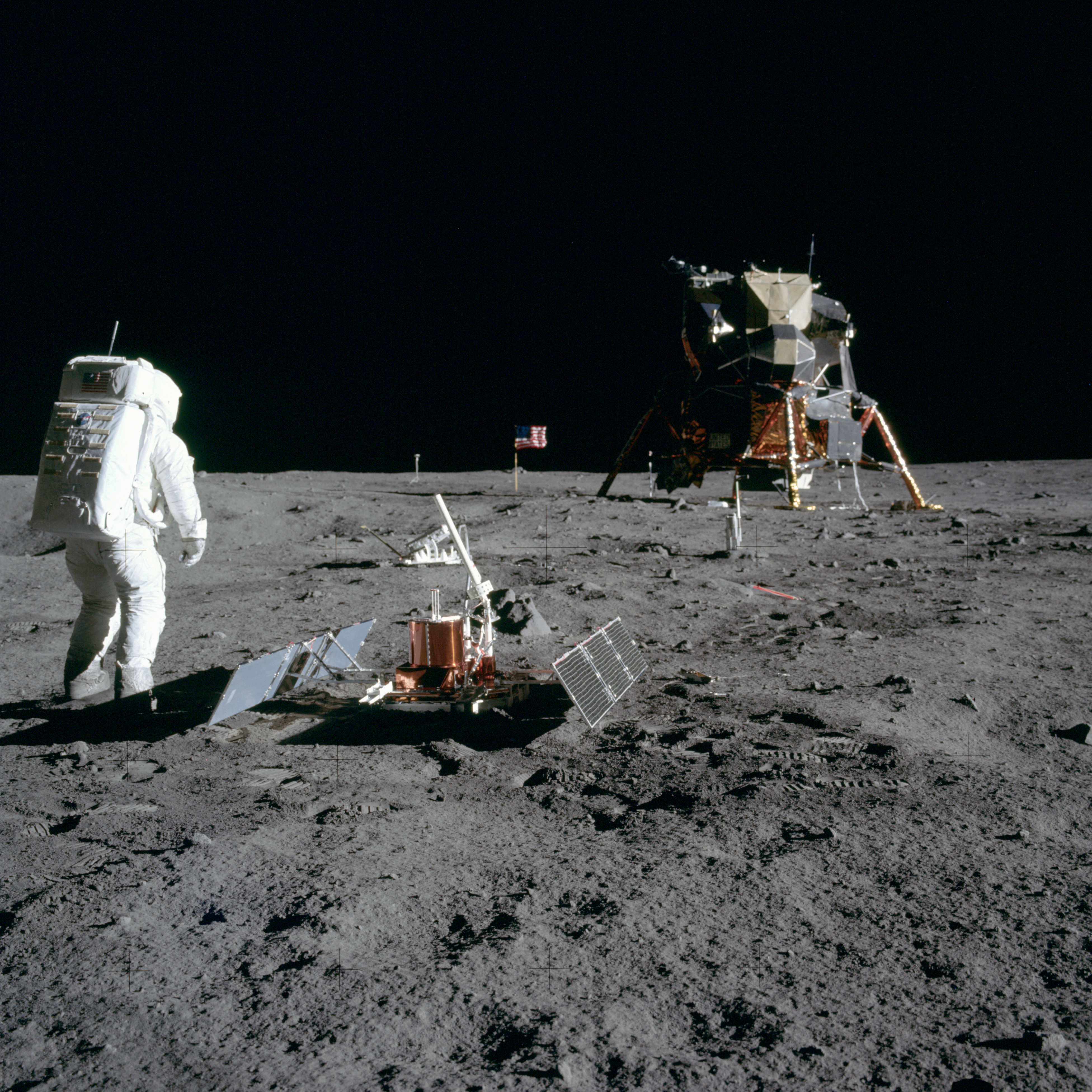
El astronauta Buzz Aldrin en la superficie lunar con el módulo lunar (LM) Eagle durante la actividad extravehicular del Apolo 11 (EVA)

La Base Tranquilidad es el lugar de alunizaje del Apolo 11 en el Mar de la Tranquilidad (o Mare Tranquillitatis), el 20 de julio de 1969, y situado a 0º40'27"N-23º28'23"E. Es el primer lugar en el que el hombre tomó contacto con la superficie de la Luna y constituyó la primera base lunar habitada.

## Cultura popular
Esta base lunar es el principal escenario de la novela The Tranquillity Alternative (1996) de Allen Steele. Se hace referencia a la Base Tranquilidad en el álbum Tranquility Base Hotel & Casino (2018) de la banda de indie rock Arctic Monkeys, como la ubicación de un hotel y casino.